# Грибанов Олександр Сергійович
Олександр Сергійович Грибанов — старший сержант Збройних Сил України, учасник російсько-української війни, що загинув у ході російського вторгнення в Україну в 2022 році.

## Життєпис
Олександр Грибанов народився 1976 року. Був мешканцем селища Меліоративного Піщанської сільської територіальної громади (Новомосковського району) Дніпропетровської області. Перебував на військовій службі у лавах ЗСУ. З початком повномасштабного російського вторгнення в Україну 1 березня 2022 року був добровільно мобілізований до ЗСУ та перебував на передовій. Мав військову посаду стрільця-санітара 1-го механізованого відділення 1-го механізованого взводу 3-тьої механізованої роти 1-го механізованого батальйону військової частини А1302 у складі 93-ї окремої механізованої бригади «Холодний Яр». Брав участь у боях за Охтирку та звільняв Тростянець на Сумщині. Загинув 17 квітня 2022 року, потрапивши під артилерійській обстріл біля села Дібрівне Ізюмського району на Харківщині, отримавши поранення, несумісні з життям. Траурна церемонія прощання з Олександром Грибановим відбулася 25 квітня 2022 року на центральній площі рідного селища. Указом Президента України від 11 травня 2022 року за особисту мужність і самовіддані дії, виявлені у захисті державного суверенітету та територіальної цілісності України, вірність військовій присязі Олександра Грибанова було посмертно нагороджено орденом «За мужність» ІІІ ступеня. Начальник Новомосковського РТЦК та СП Анатолій Калініченко передав почесну нагороду рідним загиблого.

## Родина
У загиблого залишилися дружина Людмила, сини та матір.

## Нагороди
- Орден «За мужність» III ступеня (2022, посмертно) — за особисту мужність і самовіддані дії, виявлені у захисті державного суверенітету та територіальної цілісності України, вірність військовій присязі[4].